# Азеведу, Филипе
Фили́пе Вас де Азеве́ду (порт. Filipe Vaz de Azevedo; 21 января 1975, Валанс, Франция) — португальский футболист, нападающий.

## Карьера
Начал свою карьеру во Франции, первым клубом стал «Олимпик Марсель», за дублирующий состав которого он выступал, провёл 1 матч за основной состав клуба. Далее выступал в Португалии, включая клуб «Алверка», в первом же сезоне за который забил 14 мячей, но затем получил травму и потерял место в основе клуба. В 2000 году подписал контракт с «Локомотивом», но за год провёл всего лишь 6 матчей за клуб и вернулся в Португалию, где выступал за местные команды, затем выступал во Франции, Индии, Испании и Кипре, последним клубом стал испанский «Серро Рейес».

## Личная жизнь
Родился в семье рабочего и домохозяйки, в которой помимо него было ещё три сестры.